# Трифон (Скрипченко)
Архімандрит Трифон (у миру Тихін Скрипченко; 1865, село Прорубь, Сумський повіт, Харківська губернія — 14 травня 1939, село Сватова Лучка, Луганська область) — архімандрит, преподобносповідник, місцевошанований святий Української Православної церкви Московського партіархату.

## Життєпис
Народився 1865 року в селі Проруб Сумського повіту Харківської губернії в селянській родині.
17 січня 1890 року стає послушником у Святогірській лаврі, а остаточно до послушників його визначають 15 березня 1895 року.
3 липня 1897 року приймає чернечий постриг з ім'ям Трифон.
16 серпня 1897 року висвячений у сан ієродиякона.
13 липня 1899 року висвячений у сан ієромонаха.
У 1900 році, під час Боксерського повстання, відправився як військовий священик на Далекий Схід супроводжувати російські війська.
27 березня 1903 року призначений скарбником Святогірського монастиря.
За свою працю 9 травня 1903 року нагороджений набедренником, у листопаді 1906 року — наперсним хрестом, 12 грудня 1907 року — медаллю Червоного Хреста.
3 травня 1909 року зведений у сан ігумена.
Указом № 6389 від 8 травня 1909 року Святіший Синод наказав ігумену Трифону вступити в управління Ряснянською Свято-Димитрієвською обителью. Але, через важку хворобу настоятеля монастиря архімандрита Вассіана, змушений був залишитися у Святогірській обителі і нести на собі управління монастирем. У тому ж 1909, після смерті архімандрита Вассіана, обраний настоятелем Святогірської пустелі.
1 жовтня 1910 року зведений у сан архімандрита архієпископом Арсенієм в Озерянській церкві Покровського монастиря міста Харкова.
У 1910 році розпочинає спорудження церкви Усіх святих на братському цвинтарі. 7 травня 1912 року Всехсвятська церква була освячена єпископом Феодором (Лебедєвим).
Після революції та встановлення радянської влади почалося утиск обителі.
8-12 червня 1922 року в ході судових засідань Донецького Губернського РевТрибуналу в місті Бахмуті за приховування церковних цінностей від вилучення на допомогу голодуючим було засуджено до 2 років примусових робіт з позбавленням волі.
Після звільнення не зміг повернутися до Харківської області та оселився в селі Сватова Лучка Луганської області.
14 травня 1939 року о 4 годині дня помер.

## Канонізація
8 травня 2008 року Визначенням Священного Синоду Української Православної Церкви Московського патраархату прийнято рішення про місцеву канонізацію подвижника у Донецькій єпархії, у Соборі Святогірських святих (день пам'яті — 1 (24) вересня).
Чин прославлення подвижника відбувся під час візиту до Святогірської лаври 12 липня 2008 року Предстоятеля Української Православної Церкви Московського патраархату Блаженнішого Митрополита Київського та всієї України Володимира у Свято-Успенському соборі лаври.